# Set The Night On Fire: The Doors Bright Midnight Archives Concerts
Set The Night On Fire: The Doors Bright Midnight Archives Concerts è una raccolta Live dei Doors che comprende alcune canzoni dai concerti già usciti negli anni precedenti.

## Tracce
1. Tuning (Live in Detroit 1970) - (1:35)
2. Roadhouse Vamp (Live in Detroit 1970) - (1:31)
3. Hello To The Cities (Live in Detroit 1970) - (1:16)
4. Dead Cats Dead Rats (Live in Detroit 1970) - (1:54)
5. Break On Through [To The Other Side] (Live in Detroit 1970) (4:45)
6. Alabama Song (Whisky Bar) (Live in Detroit 1970) - (1:55)
7. Back Door Man (Live in Detroit 1970) - (2:24)
8. Five To One (Live in Detroit 1970) - (6:44)
9. Roadhouse Blues (Live in Detroit 1970) - (6:44)
10. You Make Me Real (Live in Detroit 1970) - (2:57)
11. Ship of Fools (Live in Detroit 1970) - 7:23
12. When the Music's Over (Live in Detroit 1970) - 17:40
13. People Get Ready (Live in Detroit 1970) - 0:36
14. Mystery Train (Live in Detroit 1970) - 7:03
15. Away in India (Live in Detroit 1970) - 2:07
16. Crossroads (Live in Detroit 1970) - 4:01
17. Tuning (Live in Detroit 1970) - 1:59
18. Carol (Live in Detroit 1970) - 1:50
19. Light My Fire (Live in Detroit 1970) - 19:39
20. Been Down So Long (Live in Detroit 1970) - 9:07
21. Love Hides (Live in Detroit 1970) - 1:45
22. Mean Mustard Blues (Live in Detroit 1970) - 3:47
23. Carol (Reprise) (Live in Detroit 1970) - 0:44
24. Close to You (Live in Detroit 1970) - 1:38
25. I'm a King Bee (Live in Detroit 1970) - 2:37
26. Rock Me Baby / Heartbreak Hotel (Live in Detroit 1970) - 5:40
27. The End (Live in Detroit 1970) - 17:35
28. Tuning (Live at the Aquarius Theatre: The First Performance 1969) - 1:09
29. Jim's Introduction (Live at the Aquarius Theatre: The First Performance 1969) - 0:54
30. Back Door Man (Live at the Aquarius Theatre: The First Performance 1969) - 5:38
31. Break On Through (To The Other Side) (Live at the Aquarius Theatre: The First Performance 1969) - 4:49
32. What Do We Do Next? (Live at the Aquarius Theatre: The First Performance 1969) - 0:18
33. Soul Kitchen (Live at the Aquarius Theatre: The First Performance 1969) - 4:44
34. You Make Me Real (Live at the Aquarius Theatre: The First Performance 1969) - 3:11
35. Tuning (Live at the Aquarius Theatre: The First Performance 1969) - 1:09
36. I Will Never Be Untrue (Live at the Aquarius Theatre: The First Performance 1969) - 3:50
37. The Crowd Humbly Requests (Live at the Aquarius Theatre: The First Performance 1969) - 0:59
38. When The Music's Over (Live at the Aquarius Theatre: The First Performance 1969) - 11:32
39. Universal Mind (Live at the Aquarius Theatre: The First Performance 1969) - 4:39
40. The Crowd Requests Their Favorites and Tuning (Live at the Aquarius Theatre: The First Performance 1969) - 1:20
41. Mystery Train/Crossroads (Live at the Aquarius Theatre: The First Performance 1969) - 6:45
42. Build Me A Woman (Live at the Aquarius Theatre: The First Performance 1969) - 5:35
43. Tuning (Live at the Aquarius Theatre: The First Performance 1969) - 0:37
44. Who Do You Love (False Start) (Live at the Aquarius Theatre: The First Performance 1969) - 0:37
45. Who Do You Love (Live at the Aquarius Theatre: The First Performance 1969) - 6:40
46. Light My Fire (Live at the Aquarius Theatre: The First Performance 1969) - 10:53
47. The Crowd Requests More (Live at the Aquarius Theatre: The First Performance 1969) - 1:15
48. The Celebration of the Lizard (Live at the Aquarius Theatre: The First Performance 1969) - 15:28
49. Concert Introduction and Tuning (Live at the Aquarius Theatre: The Second Performance 1969) - 2:06
50. Jim's Introduction (Live at the Aquarius Theatre: The Second Performance 1969) - 0:11
51. Back Door Man (Live at the Aquarius Theatre: The Second Performance 1969) - 4:35
52. Break on Through (To the Other Side) (Live at the Aquarius Theatre: The Second Performance 1969) - 3:53
53. When the Music's Over (Live at the Aquarius Theatre: The Second Performance 1969) - 12:07
54. Tuning (Live at the Aquarius Theatre: The Second Performance 1969) - 0:57
55. You Make Me Real (Live at the Aquarius Theatre: The Second Performance 1969) - 3:05
56. Tuning (Live at the Aquarius Theatre: The Second Performance 1969) - 0:25
57. Universal Mind (Live at the Aquarius Theatre: The Second Performance 1969) - 4:42
58. The Crowd Humbly Requests (Live at the Aquarius Theatre: The Second Performance 1969) - 2:15
59. Mystery Train/Crossroads (Live at the Aquarius Theatre: The Second Performance 1969) - 5:59
60. The Crowd Again Requests (Live at the Aquarius Theatre: The Second Performance 1969) - 0:12
61. Little Red Rooster (Live at the Aquarius Theatre: The Second Performance 1969) - 6:28
62. Tuning (Live at the Aquarius Theatre: The Second Performance 1969) - 0:49
63. Gloria (Live at the Aquarius Theatre: The Second Performance 1969) - 10:02
64. Tuning (Live at the Aquarius Theatre: The Second Performance 1969) - 0:51
65. Touch Me (Live at the Aquarius Theatre: The Second Performance 1969) - 3:29
66. The Crystal Ship (Live at the Aquarius Theatre: The Second Performance 1969) - 3:25
67. Tuning (Live at the Aquarius Theatre: The Second Performance 1969) - 0:48
68. Light My Fire (Live at the Aquarius Theatre: The Second Performance 1969) - 13:53
69. The Crowd Requests Their Favourites (Live at the Aquarius Theatre: The Second Performance 1969) - 0:57
70. The Celebration of the Lizard (Live at the Aquarius Theatre: The Second Performance 1969) - 14:59
71. A Request of the Management (Live at the Aquarius Theatre: The Second Performance 1969) - 6:45
72. Soul Kitchen (Live at the Aquarius Theatre: The Second Performance 1969) - 6:51
73. Jim Introduces Ray (Live at the Aquarius Theatre: The Second Performance 1969) - 1:01
74. Close to You (Live at the Aquarius Theatre: The Second Performance 1969) - 4:29
75. A Conversation With the Crowd (Live at the Aquarius Theatre: The Second Performance 1969) - 2:12
76. Peace Frog (strumentale) (Live at the Aquarius Theatre: The Second Performance 1969) - 2:36
77. Blue Sunday (Live at the Aquarius Theatre: The Second Performance 1969) - 2:38
78. Five to One (Live at the Aquarius Theatre: The Second Performance 1969) - 5:47
79. The Crowd Again Requests Their Favourites (Live at the Aquarius Theatre: The Second Performance 1969) - 0:44
80. Jim Introduces the Movie (Live at the Aquarius Theatre: The Second Performance 1969) - 1:05
81. Rock Me Baby (Live at the Aquarius Theatre: The Second Performance 1969) - 7:38
82. Announcer "Sit Down" (Live in Philadelphia 1970) - 5:20
83. Tuning (Live in Philadelphia 1970) - 1:25
84. Roadhouse Blues (Live in Philadelphia 1970) - 4:40
85. Break on Through (To The Other Side) (Live in Philadelphia 1970) - 5:12
86. Back Door Man/Love Hides (Live in Philadelphia 1970) - 6:51
87. Ship of Fools (Live in Philadelphia 1970) - 6:55
88. Universal Mind (Live in Philadelphia 1970) - 4:31
89. When The Music's Over (Live in Philadelphia 1970) - 14:27
90. Mystery Train / Away In India (Live in Philadelphia 1970) - 13:21
91. Wake Up! (Live in Philadelphia 1970) - 1:46
92. Light My Fire (Live in Philadelphia 1970) - 11:46
93. The Concert Continues (Live in Philadelphia 1970) - 0:46
94. Maggie M'Gill (Live in Philadelphia 1970) - 5:49
95. Roadhouse Blues (Reprise) (Live in Philadelphia 1970) - 2:39
96. Been Down So Long/Rock Me Baby (Live in Philadelphia 1970) - 9:31
97. The Music Capital of the World, Philadelphia (Live in Philadelphia 1970) - 0:29
98. Carol (Live in Philadelphia 1970) - 1:48
99. Soul Kitchen (Live in Philadelphia 1970) - 6:15

## Formazione
- Jim Morrison – voce
- Ray Manzarek – organo, pianoforte, tastiera, basso
- John Densmore – batteria
- Robby Krieger – chitarra